# Lista monumentelor istorice din județul Dâmbovița - S

Simbol utilizat pentru monumentele istorice

Lista monumentelor istorice din județul Dâmbovița - S cuprinde monumentele istorice înscrise în Patrimoniul cultural național al României și aflate în localități din județul Dâmbovița al căror nume începe cu litera S.
Lista completă este menținută și actualizată periodic de către Ministerul Culturii, Cultelor și Patrimoniului Național din România, prin intermediul Institutului Național al Patrimoniului, ultima versiune datând din 2015. Această listă cuprinde și actualizările ulterioare, realizate prin ordin al ministrului culturii.
Puteți căuta un monument din județul Dâmbovița folosind formularul de mai jos sau puteți naviga prin toate monumentele din județ la lista monumentelor istorice din județul Dâmbovița.
| Cod LMI                         | Denumire                                                                               | Localitate                                  | Localizare | Datare, Creatori                | Imagine               | Erori             |
| ------------------------------- | -------------------------------------------------------------------------------------- | ------------------------------------------- | --- | ------------------------------- | --------------------- | ----------------- |
| DB-I-s-B-17130 (RAN: 66143.01)  | Necropolă tumulară                                                                     | sat aparținător Sălcuța; oraș Titu          | „Avicola Titu”, la 0,5 km SV, în apropierea localității Odobești                                                  | Epoca bronzului                 | Încarcă foto \| video | Raportează eroare |
| DB-I-s-B-17131 (RAN: 67880.01)  | Ruinele Schitului „Dealul Banului”                                                     | sat Scheiu de Sus; comuna Ludești           | „Dealul Mănăstirii” sau „Dealul Schitului”, la 0,5 km de localitate (biserică), între râul Potop și Valea Banului | 1684, Epoca medievală           | Încarcă foto \| video | Raportează eroare |
| DB-I-s-A-17132 (RAN: 67666.01)  | Așezare fortificată                                                                    | sat Speriețeni; comuna Gura Șuții           | „Bostănărie”, imediat la E de localitate (la cca. 200 m de biserică), pe terasa înaltă dreapta a pârâului Șuța    | Epoca bronzului                 | Încarcă foto \| video | Raportează eroare |
| DB-II-m-A-17693 (RAN: 67639.01) | Biserica „Nașterea Domnului”                                                           | sat Săcuieni; comuna Gura Ocniței           | | 1656 - 1657                     | Încarcă foto \| video | Raportează eroare |
| DB-II-m-A-17694 (RAN: 66143.02) | Biserica de lemn „Sf. Nicolae”-Cornetu                                                 | sat aparținător Sălcuța; oraș Titu          | | sec. XVIII, renov. sf. sec. XIX | Încarcă foto \| video | Raportează eroare |
| DB-II-m-A-17695                 | Biserica „Adormirea Maicii Domnului”, „Sf. Nicolae”                                    | sat Săteni; comuna Aninoasa                 | Str. Popa Marin                                                                                                   | sec. XIX                        | Încarcă foto \| video | Raportează eroare |
| DB-II-m-B-17696 (RAN: 66189.01) | Biserica „Adormirea Maicii Domnului”                                                   | sat Săvești; comuna Braniștea               | 1160 | 1809                            | Încarcă foto \| video | Raportează eroare |
| DB-II-m-B-17697                 | Biserica „Adormirea Maicii Domnului”                                                   | sat Scheiu de Jos; comuna Ludești           | | 1865 - 1875                     | Încarcă foto \| video | Raportează eroare |
| DB-II-m-B-17698                 | Casa Maria Nică                                                                        | sat Scheiu de Jos; comuna Ludești           | 127 | sec. XIX                        | Încarcă foto \| video | Raportează eroare |
| DB-II-m-B-17699                 | Magazia gospodăriei Maria Neacșa                                                       | sat Scheiu de Jos; comuna Ludești           | 172 | înc. sec. XX                    | Încarcă foto \| video | Raportează eroare |
| DB-II-m-B-17546                 | Casa Paraschiva Badea                                                                  | sat Scheiu de Sus; comuna Ludești           | | sec. XIX                        | Încarcă foto \| video | Raportează eroare |
| DB-II-m-B-17700                 | Biserica „Adormirea Maicii Domnului”                                                   | sat Serdanu; comuna Lungulețu               | | 1831 - 1832                     | Încarcă foto \| video | Raportează eroare |
| DB-II-a-B-17701                 | Casa Elena Ciurea                                                                      | sat Siliștea; comuna Runcu                  | | sec. XIX                        | Încarcă foto \| video | Raportează eroare |
| DB-II-m-B-17702 (RAN: 67005.02) | Biserica „Sf. Anastasia”, „Sf. Dimitrie”, „Adormirea Maicii Domnului” și „Sf. Nicolae” | sat Slobozia; comuna Cornățelu              | Str. Dragomir V., învățător 107                                                                                   | 1818                            | Încarcă foto \| video | Raportează eroare |
| DB-II-m-B-17703 (RAN: 68707.01) | Biserica „Adormirea Maicii Domnului”, „Sf. Voievozi”, „Sf. Dumitru”                    | localitate componentă Stănești; oraș Răcari | | ante 1810                       | Încarcă foto \| video | Raportează eroare |
| DB-II-m-B-17538                 | Biserica „Sf. Arhangheli”                                                              | sat Suduleni; comuna Voinești               | Str. Drăghici, învățător 187                                                                                      | 1877                            | Încarcă foto \| video | Raportează eroare |
| DB-IV-m-A-17845                 | Cruce de piatră                                                                        | sat Siliștea; comuna Lucieni                | În valea Băleanului, la 600 m sud de sat                                                                          | sec. XVIl                       | Încarcă foto \| video | Raportează eroare |